# Taça de Portugal de Hóquei em Patins Feminino de 2010–11
A Taça de Portugal de Hóquei em Patins Feminino de 2010–11 realizou-se em Vila Nova de Foz Côa, foi a 19ª edição da Taça de Portugal, ganha pelo GDR "Os Lobinhos" (1º título).

## Final
A final four foi disputada a 26 de Junho de 2011.
|            | Resultado                        |                   |
| ---------- | -------------------------------- | ----------------- |
| HC Turquel | 2 – 2, 2 – 3 Golo de Ouro (a.p.) | GDR "Os Lobinhos" |

## Meias-finais
As partidas foram disputadas a 25 de Junho de 2011.
|                   | Resultado |                |
| ----------------- | --------- | -------------- |
| ACR Gulpilhares   | 2 – 3     | HC Turquel     |
| GDR "Os Lobinhos" | 3 – 2     | AD Sanjoanense |

## Quartos de final
As partidas foram disputadas a 9 de Abril de 2011.
|                    | Resultado |                   |
| ------------------ | --------- | ----------------- |
| Ext. São Filipe    | 2 – 3     | AD Sanjoanense    |
| ACD Vila Boa Bispo | 0 – 7     | GDR "Os Lobinhos" |
| ACR Gulpilhares    | 9 – 1     | HC Portimão       |
| HC Turquel         | 6 – 0     | HC Marco          |

## 2ª Eliminatória
As partidas foram disputadas a 12 de Fevereiro de 2011.
|                    | Resultado                 |                 |
| ------------------ | ------------------------- | --------------- |
| HC Mealhada        | 2 – 4                     | AD Sanjoanense  |
| Ass. Acad. Coimbra | 2 – 3                     | ACR Gulpilhares |
| ACD Vila Boa Bispo | 2 – 2, 3 – 2 Golo de Ouro | GD Fânzeres     |
| CH Carvalhos       | 2 – 4                     | HC Marco        |
| GDR "Os Lobinhos"  | 6 – 2                     | CD Boliqueime   |
| SC Tomar           | 1 – 2                     | HC Portimão     |

## 1ª Eliminatória Zona Norte
Isentos: ACR Gulpilhares, CH Carvalhos, AD Sanjoanense, HC Mealhada, A Acad. Coimbra, ACD Vila Boa Bispo, GD Fânzeres e HC Marco

## 1ª Eliminatória Zona Sul
As partidas foram disputadas a 8 de Janeiro de 2011. Isentos: CD Boliqueime, SC Tomar e HC Portimão
|                   | Resultado |              |
| ----------------- | --------- | ------------ |
| Ext. São Filipe   | 6 – 1     | AC Tojal     |
| GDR "Os Lobinhos" | 6 – 2     | FC Alverca   |
| HC Turquel        | 5 – 1     | UDC Nafarros |